# Comuna Tiha Bârgăului, Bistrița-Năsăud
Tiha Bârgăului (în maghiară: Borgótiha) este o comună în județul Bistrița-Năsăud, Transilvania, România, formată din satele Ciosa, Mureșenii Bârgăului, Piatra Fântânele, Tiha Bârgăului (reședința) și Tureac.

## Demografie
Componența etnică a comunei Tiha Bârgăului
     Români (87,3%)
     Romi (6,08%)
     Alte etnii (0,03%)
     Necunoscută (6,58%)
Componența confesională a comunei Tiha Bârgăului
     Ortodocși (91,29%)
     Penticostali (1,33%)
     Alte religii (0,67%)
     Necunoscută (6,7%)
Conform recensământului efectuat în 2021, populația comunei Tiha Bârgăului se ridică la 6.443 de locuitori, în creștere față de recensământul anterior din 2011, când fuseseră înregistrați 5.722 de locuitori. Majoritatea locuitorilor sunt români (87,3%), cu o minoritate de romi (6,08%), iar pentru 6,58% nu se cunoaște apartenența etnică. Din punct de vedere confesional, majoritatea locuitorilor sunt ortodocși (91,29%), cu o minoritate de penticostali (1,33%), iar pentru 6,7% nu se cunoaște apartenența confesională.

## Politică și administrație
Comuna Tiha Bârgăului este administrată de un primar și un consiliu local compus din 15 consilieri. Primarul, Vasile Șut[*], de la Partidul Social Democrat, este în funcție din 2016. Începând cu alegerile locale din 2024, consiliul local are următoarea componență pe partide politice:
|  | Partid                          | Consilieri | Componența Consiliului | Componența Consiliului | Componența Consiliului | Componența Consiliului | Componența Consiliului | Componența Consiliului | Componența Consiliului | Componența Consiliului | Componența Consiliului | Componența Consiliului |
|  | ------------------------------- | ---------- | ---------------------- | ---------------------- | ---------------------- | ---------------------- | ---------------------- | ---------------------- | ---------------------- | ---------------------- | ---------------------- | ---------------------- |
|  | Partidul Social Democrat        | 10         |                        |                        |                        |                        |                        |                        |                        |                        |                        |                        |
|  | Partidul Național Liberal       | 3          |                        |                        |                        |                        |                        |                        |                        |                        |                        |                        |
|  | Alianța pentru Unirea Românilor | 2          |                        |                        |                        |                        |                        |                        |                        |                        |                        |                        |

## Atracții turistice
- Biserica ortodoxă din satul Tureac
- Biserica ortodoxă din satul Mureșenii Bârgăului
- Biserica ortodoxă din satul Tiha Bârgăului
- Mănăstirea "Nasterea Maicii Domnului 'din satul Piatra Fantanele
- Biserica Ortodoxa din Ciosa
- Biserica Ortodoxa din Iliuta-Bozghii
- Cușma (sit de importanță comunitară inclus în rețeaua europeană Natura 2000 în România)
- Satul Piatra Fântânele:

- Vârful Tăsuleasa
- Vârful Frumușeaua
- Măgura Calului
- Castelul Dracula
- Pârtie de schi
- Crucea de la mănăstirea Piatra Fântânele
- Pasul Tihuța
- Munții Călimani